# Vexillum taeniatum
Vexillum taeniatum é uma espécie de molusco gastrópode marinho da família Costellariidae, classificada por Lamarck em 1811.

## Descrição e hábitos
Vexillum taeniatum atinge quase de 10 centímetros de comprimento quando desenvolvida. Concha estreita, fusiforme, com espiral em alta torre. Axialmente com nervuras e costelas sobre sua superfície. Columela com cerca de cinco pregas. Canal sifonal recurvado. Superfície da concha com áreas de coloração branca e com três faixas em tom de laranja; uma abaixo da sutura da espiral, uma central e uma na base da concha, as duas últimas só visíveis na última volta e todas com fortes linhas pretas; porém com ou sem uma linha vermelha estreita através da área branca. As faixas aparecem no lábio da abertura da concha, de interior creme.
Os moluscos do gênero Vexillum são caramujos carnívoros e predadores. A família Costellariidae está intimamente relacionada com a família Mitridae (cuja espécie tipo é Mitra mitra) e os estilos de vida desses moluscos são semelhantes. Mitra e Vexillum foram colocadas em suas próprias famílias por causa de diferenças na anatomia e alimentação. No entanto, tal como acontece com os Mitridae, os Vexillum (Costellariidae) inserem sua probóscide profundamente para raspar fora os tecidos moles de sua presa com sua rádula. Vexillum taeniatum é encontrado em águas rasas.

## Distribuição geográfica
Esta espécie é encontrada na região do Indo-Pacífico, abrangendo leste da África, Japão, Vietnã, Tailândia, Indonésia, Filipinas, Nova Guiné e a Grande Barreira de Coral de Queensland, na Austrália.